# Поллак, Микаэль
Микаэль Поллак (нем. Michaël Pollak, фр. Michael Pollak, 26 июля 1948, Вена — 7 июня 1992, Париж) — французский социолог, культуролог-германист.

## Биография
Родился в Австрии. Изучал социологию в университете Линца, писал диплом под руководством Пьера Бурдье. В 1971 переехал во Францию. В 1973—1978 работал в ОЭСР, с 1982 — в CNRS, где создал центр Наука, технология и общество, а затем работал в Институте истории современности и в Группе политической и моральной социологии. Специалист по австрийской культуре рубежа XIX—XX вв., писал на французском, немецком и английском языках. Постоянно печатался в руководимом Бурдье журнале «Actes de la recherche en sciences sociales». Помимо австрийской, а точнее — венской культуры прекрасной эпохи, областями его исследовательских интересов было поведение заключенных в концлагерях и положение и жизнь гомосексуалов, особенно бисексуальной и квир-идентичности. Он вёл беседы с выжившими узниками концлагерей и работал над осмыслением свидетельства как социологической проблемы (вместе с Натали Эниш), организовал первое во Франции эмпирическое исследование распространения СПИДа, опубликовав анкету в ежемесячном журнале Le Gai Pied.
Умер от СПИДа. Две книги, ставшие главными в научном наследии Поллака, — Раненная идентичность и Опыт концлагеря — были опубликованы уже после его смерти.

## Труды
- L'homosexualité masculine, ou le bonheur dans le ghetto ? Année 1982[3].
- Vienne 1900. Paris: Gallimard. 1986 (переизд. 1989, 1992)
- Les Homosexuels et le sida (Sociologie d’une épidémie). Paris, A. M. Métailié, 1988
- Six années d’enquête sur les homo- et bisexuels masculins face au sida. Paris: ANRS, 1991 (в соавторстве)
- Une Identité blessée, études de sociologie et d’histoire. Paris: A. M. Métailié, 1995.
- L’Expérience concentrationnaire, essai sur le maintien de l’identité sociale. Paris: Métailié, 2000.